# 謝瞳
谢瞳，字子明，唐朝末年官员，福州人。
唐朝咸通末年，谢瞳考进士，留在长安，三年不中第。广明初年，黄巢攻陷长安，于是谢瞳投奔朱温门下，未尝一日不在他左右。朱温据同州，任命他为武职。同年，朱温与河中交战，两次失利，于是上章黄巢请兵，右军都尉孟楷扣下不报。谢瞳劝说朱温：“黄家以数十万之师，趁唐朝久安，人不习战，攻下两京。但是开始称帝号时，任用已经不当。今将军勇冠三军，在外力战，而孟楷压制言论，奏章不达，被庸才所制，无独断之明，是破亡之兆。况唐朝的土德没有被上天厌弃，外兵四集，每天以收复为名，希望将军明察。”朱温于是杀死监军使，率军归顺唐朝河中。王重荣表奏谢瞳为检校屯田员外郎，赐绯，让他奉表到蜀地。唐僖宗大悦，召入顾问，赏赐甚厚，以功授朝散大夫、太子率更令，赐紫，为陵州刺史。在陵州一年，改检校右散骑常侍、通州刺史。在任四年，有政绩。到任后去成都行在，朱温派人相迎。龙纪二年，至东京，获赐宅第、别墅各一，钱千缗，朱温表奏为亳州团练使兼太清宫副使，加检校工部尚书。朱温征淮南，过亳州，让他在幕府任职，表奏为宣义军节度副使，充两使留后。谢瞳在滑州十三年，辖区内增户约五万，增兵数千人，官至大中大夫、检校右仆射，在滑州去世。开平初年，追赠司徒。